# 北加里曼丹紋胸鮡
北加里曼丹紋胸鮡，為輻鰭魚綱鯰形目鮡科的其中一種，為溫帶淡水魚類，分布於亞洲婆羅洲淡水流域，體長可達8.4公分，棲息在底層水域，生活習性不明。

## 扩展阅读
維基物種上的相關：北加里曼丹紋胸鮡